# Strängnäs község
Strängnäs község (svédül: Strängnäs kommun) Svédország 290 községének egyike. Södermanland megyében található, székhelye Strängnäs.
A jelenlegi községet 1971-ben hozták létre Strängnäs és Mariefred városok és néhány környező község egyesítésével.

## Települések
A község települései:
| Település        | Népesség | Megjegyzés         |
| ---------------- | -------- | ------------------ |
| Abborrberget     | 1814     |                    |
| Härad            | 494      |                    |
| Mariefred        | 3813     |                    |
| Merlänna         | 370      |                    |
| Stallarholmen    | 1487     |                    |
| Strängnäs        | 15369    | a község székhelye |
| Åkers styckebruk | 2730     |                    |